# Méry-la-Bataille
Méry-la-Bataille là một xã thuộc tỉnh Oise trong vùng Hauts-de-France tây bắc nước Pháp. Pháp. Xã này nằm ở khu vực có độ cao trung bình 134 mét trên mực nước biển.
Dân số năm 1999 là 531 người.